# روابط هند و ژاپن

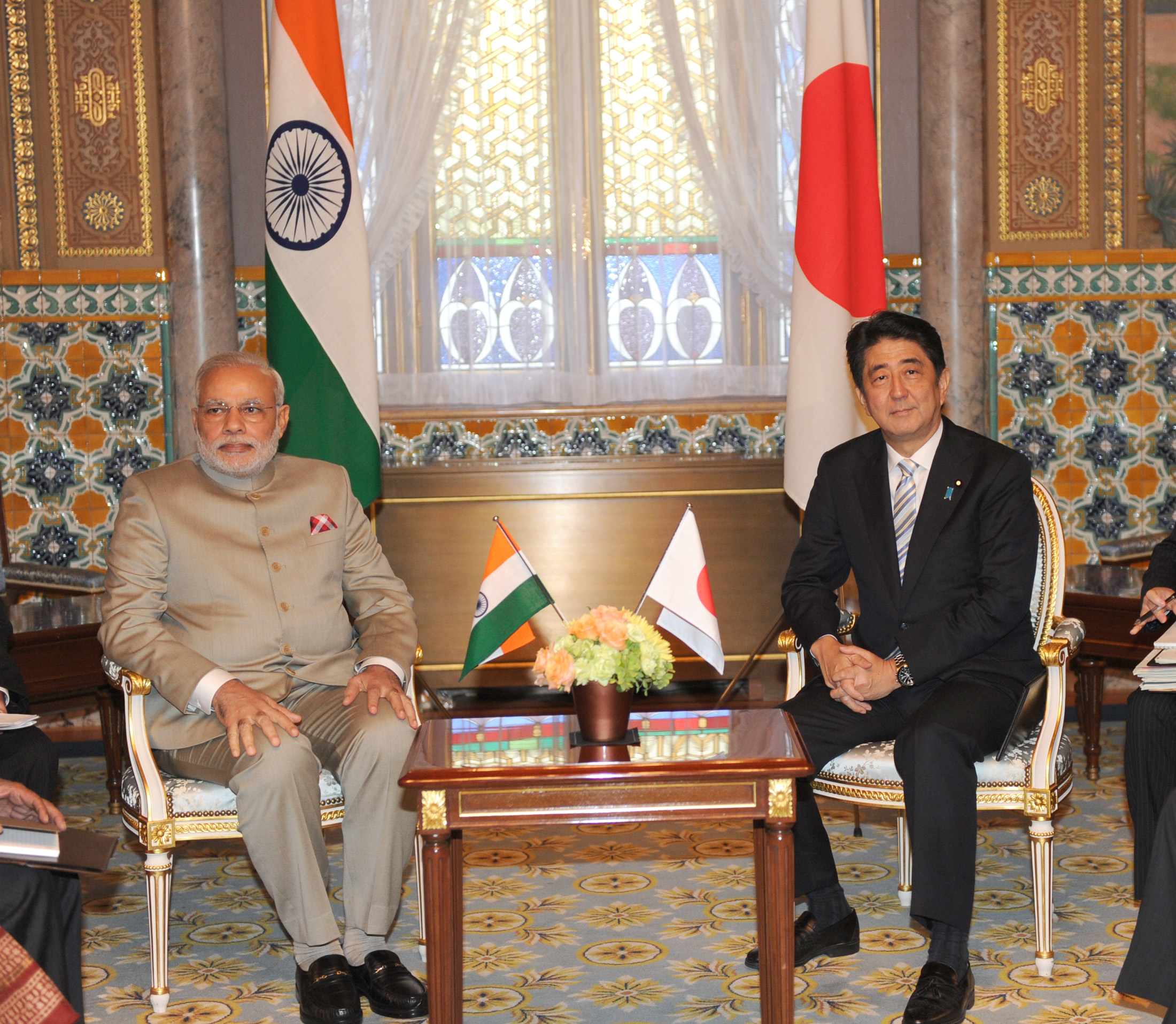
نخست‌وزیر نارندرا مودی هند و نخست‌وزیر شینزو آبه ژاپن، در جریان سفر دو جانبه نخست‌وزیر به ژاپن، ۲۰۱۴.

روابط هند و ژاپن به‌طور سنتی قوی بوده‌است. مردم هند و ژاپن عمدتاً در نتیجه آیین بودایی، که به‌طور غیر مستقیم از هند به ژاپن، و از طریق چین و کره گسترش یافت، درگیر مبادلات فرهنگی شده‌اند. مردم هند و ژاپن طبق سنت‌های رایج فرهنگی از جمله میراث بودیسم هدایت می‌شوند و با آرمان‌های دموکراسی، مدارا، تعدد گرایی و جوامع آزاد تعهد زیادی دارند. هند و ژاپن، دو کشور از بزرگ‌ترین و قدیمی‌ترین دموکراسیهای آسیا که دارای تناسب بالایی از منافع سیاسی، اقتصادی و استراتژیک هستند، یکدیگر را شرکایی می‌دانند که مسئولیت پاسخگویی به چالشهای جهانی و منطقه ای را دارند و قادر به پاسخگویی به آنها هستند. هند بزرگ‌ترین دریافت کننده کمکهای ژاپنی است و هر دو کشور از یک کمک توسعه رسمی (ODA) با روابط ویژه برخوردارند.
از سال ۲۰۱۷، تجارت دوجانبه بین هند و ژاپن ۱۷٫۶۳ میلیارد دلار بود.
هند و ژاپن هم‌اکنون در ۴ سطح روابط دوستانه و فعالی دارند.
1. سطح دوجانبه
2. سطح منطقه ای
3. سطح بین‌المللی
4. سطح سازمانهای بین‌المللی

## مقایسه دو کشور
|                | هند                                                                        | ژاپن                                             |
| -------------- | -------------------------------------------------------------------------- | ------------------------------------------------ |
| جمعیت          | ۱٬۱۹۰٬۳۴۰٬۰۰۰                                                              | ۱۲۷٬۳۸۰٬۰۰۰                                      |
| مساحت          | 3,287,240 km²                                                              | 377,873 km²                                      |
| تراکم باشندگان | 356/km²                                                                    | 337,6/km                                         |
| پایتخت         | New Delhi                                                                  | Tokyo                                            |
| شهرهای بزرگ    | مومبای – 13 922 125 (21 347 432 conurbation)                               | توکیو – 12 790 000 (32 450 000 conurbation)      |
| نوع دولت       | جمهوری فدرال فدرال پارلمانی                                                | پادشاهی مشروطه اتحادی پارلمانی                   |
| زبانهای رسمی   | هندی. انگلیسی، ۲۱ زبان                                                     | ژاپنی (de facto)                                 |
| مذهب           | ۸۰٪ هندوئیزم، ۱۳٬۴٪ اسلام، ۲٬۳٪ مسیحیت، ۱٬۹٪ سیک، ۰٬۸٪ بودیزم، ۰٬۴٪ جینیزم | ۸۳٬۹٪ شینتو، ۷۱٬۴٪ بودایی، ۲٪ مسیحی، ۰٬۶٪ سایر   |
| گروهای قومی    | Voir قوم ایندو                                                             | ۹۸٬۵٪ ژاپنی، ۰٬۶٪ سایرین، ۰٬۵٪ کره ای، ۰٬۴٪ چینی |
| درآمد اسمی )   | US $ 1,367 billion ($ 1,124 per capita))                                   | US $ 5,100 billion ($ 38,559 per capita)         |
| هزینه نظامی    | 32,7 milliards $US (FY 2009-10)                                            | 48,86 milliards $US (FY 2008)                    |

## سابقه روابط
ژاپن و هند هر دو با چین در زمینه مرزی دشمنی دارند هند ۳۴۴۰ کیلومتر مرز مشترک با چین دارد که خطوط مرزی آن نامشخص و هنوز تحدید حدود نشده‌است. غیر از اینکه در مورد حاکمیت بر تبت و مناطقی در مرزهای طولانی دو کشور ادعای ارضی دارند. هر دو کشور روابط اقتصادی عمیقی با چین دارند و هر دو کشور روابط اقتصادی خود با چین را از روابط سیاسی با چین جدا و هر کدام را در بستر خود دنبال می‌کنند.
سال ۲۰۱۷، تجارت دوجانبه بین هند و ژاپن ۱۷٫۶۳ میلیارد دلار بوده و هر سال رو به افزایش است. شرکت‌های ژاپنی مانند یاماها، سونی، تویوتا و هوندا دارای امکانات و تأسیسات تولیدی در هند هستند. شرکت‌های ژاپنی اولین بنگاه‌هایی بودند که در هند سرمایه‌گذاری کردند. برجسته‌ترین شرکت ژاپنی که در هند سرمایه‌گذاری کرده سوزوکی در ساخت اتومبیل است که با همکاری شرکت اتومبیل سازی هند ماروتی – سوزوکی Maruti Suzuki، بزرگ‌ترین تولیدکننده خودرو در بازار هند هستند. از ۲۰۰۶ ژاپن به تأمین مالی بسیاری از پروژه‌های زیربنایی در هند به ویژه سیستم مترو دهلی کمک کرده‌است.
تأثیر فرهنگ هندوتوا بر فرهنگ بودایی شینتویی ژاپن زیاد است البته فرهنگ هندو خود تأثیراتی زیادی از فرهنگ ایرانی دوره هخامنشی دارد حتی به تازگی اسناد و مدارکی پیدا شده که ادعا می شودبودا همان مغ گئوماتای هخامنشی بوده‌است. اشتراکاتی نیز در مراسمات ایرانی و بودایی وجود دارد مانند چراغ برات و مراسم بن و عودو نخل گردانی و علامت صلیب شکسته و گل ۱۶ برگ. بودیسم ۵۵۲ میلادی وارد ژاپن شد اما تأثیر عمده ای در پیشرفت جامعه ژاپن داشته‌است. سانسکریت، یک زبان کلاسیک هندو ایرانی است که در آیین بودا و آیین هندو استفاده می‌شود، مردم ژاپن به هند علاقه داشتند و استعمارگران پرتغالی وقتی از بندر"گوا " وارد ژاپن شدند خود را هندی معرفی می‌کردند و مورد استقبال واقع شدند اما بعدها به دلیل تعصب کاتولیکی آنها منازعات شدیدی با بودایی‌ها پیدا کردند.
سینمای هند و سینمای ژاپن هر دو در طی دهه‌های ۱۹۵۰ و ۱۹۶۰ "دوره طلایی" را تجربه کردند.
از آنجا که هند با شروع جنگ جهانی دوم تحت سلطه انگلیس بود، بیش از ۲ میلیون هندی در جنگ شرکت کردند. بسیاری در جنگ با ژاپنی‌هایی که برمه را فتح کردند و به مرز هند رسیدند جنگیدند. هنگام تسلیم سنگاپور در سال ۱۹۴۲، حدود ۶۷۰۰۰ سرباز هندی توسط ژاپنی‌ها اسیر شدند، اما با استقلال هند روابط با ژاپن مجدد شروع شد. پس از جنگ جهانی و به‌ویژه دوره استقلال هند، طبق سنت «دشمن دشمن ما، دوست ما است» مجدد روابط هندی ژاپنی چه در سطح بخش خصوصی و چه دولتی توسعه یافت.
سنگ آهن هند به بهبود ژاپن از ویرانی‌های جنگ جهانی دوم کمک کرد و به دنبال سفر نخست‌وزیر ژاپن "نوبوسوکه کیشی " به هند در سال ۱۹۵۷، ژاپن ارائه وام ین به هند را از سال ۱۹۵۸ آغاز کرد، که به عنوان اولین کمک وام توسط دولت ژاپن محسوب می‌شود. روابط تا فروپاشی شوروی فرار و نشیبهایی داشت اما به آرامی پیشرفت کرد. و با فروپاشی شوروی و توجه هند به اقتصاد آزاد، روابط با ژاپن بازنگری و مورد توجه بیشتر قرار گرفت. نخست‌وزیر ژاپن، شینزو آبه میهمان اصلی مراسم رژه روز جمهوری ۲۰۱۴ هند بود و با فاصله کمی، نارندرا مودی نخست‌وزیر هند از ژاپن بازدید کرد و توافق‌نامه‌های اساسی متعددی از جمله ایجاد "مشارکت جهانی استراتژیک ویژه" امضا شد.
در دسامبر ۲۰۰۶، سفر نخست‌وزیر هند، مانموهان سینگ به ژاپن، با امضای «بیانیه مشترک در مورد مشارکت استراتژیک و جهانی ژاپن-هند» به اوج خود رسید. ژاپن به تأمین مالی بسیاری از پروژه‌های زیربنایی در هند کمک کرده‌است، به ویژه سیستم مترو دهلی. متقاضیان هندی در سال ۲۰۰۶ در برنامه JET مورد استقبال قرار گرفتند، در حالی که یک اسلات در ۲۰۰۶ موجود بود و در سال ۲۰۰۷ به ۴۱ اسلات افزایش یافت. در سال ۲۰۰۷، نیروهای دفاع شخصی ژاپن و نیروی دریایی هند در رزمایش مشترک دریایی مالابار ۲۰۰۷ در اقیانوس هند شرکت کردند که در آن نیروهای دریایی استرالیا، سنگاپور و ایالات متحده نیز شرکت داشتند. سال ۲۰۰۷ «سال دوستی هند و ژاپن» اعلام شد.
طبق نظرسنجی سرویس جهانی بی‌بی‌سی در سال ۲۰۱۳، ۴۲٪ ژاپنی‌ها فکر می‌کنند تأثیر بین‌المللی هند عمدتاً مثبت است و ۴٪ آن را منفی می‌دانند.

## روابط تاریخی
یایویی مقبره صدها به همراه داشت و در برخی موارد هزاران نفر از هند و اقیانوس آرام لوله رسم دانه‌های شیشه ای نشات گرفته از هند و جنوب شرق آسیا دوست‌یابی از اوایل یایویی (۳۰۰–۲۰۰ پیش از میلاد)، یایویی وسط (۲۰۰–۰ پیش از میلاد) و در اواخر یایویی (۰–۲۵۰ م) وجود روابط دریایی اقیانوس هند بین ژاپن و آسیای جنوبی و جنوب شرقی را نشان می‌دهد.

### آیین هندو در ژاپن
اگرچه آیین هندو در ژاپن آیینی است که چندان مورد عمل نیست، اما همچنان نقش مهمی اما غیرمستقیم در شکل‌گیری فرهنگ ژاپن داشته‌است. این بیشتر به این دلیل است که بسیاری از باورها و سنت‌های بودایی (که ریشه دارمیک مشترکی با هندوئیسم دارند) از طریق شبه جزیره کره در قرن ۶ به ژاپن گسترش یافته‌است. یکی از نشانه‌های این امر «هفت خدای ثروت» ژاپنی است که از این چهار خدای هندو نشات گرفته‌اند: Benzaitensama (ساراسواتی)، Bishamon (Vaiśravaṇa یا Kubera)، Daikokuten (Mahākāla / Shiva) و Kichijōten (Lakshmi). همراه با Benzaitennyo / ساراسواتی و Kisshoutennyo / Laxmi به و تکمیل nipponization از سه هندو Tridevi الهه، هندو الهه ماهاکالی است nipponized به عنوان الهه ژاپنی Daikokutennyo (大黒天女)، هر چند او تنها بین هفت شانس خدایان ژاپن شمارش زمانی که او در نظر گرفته‌است به عنوان مظهر زنانه همتای مرد خود Daikokuten (大 黒 天). بنزایتن عمدتاً از طریق ترجمه چینی Sutra of Golden Light (金光明 経)، که بخشی به وی اختصاص دارد، در قرن‌های ۶ تا ۸ وارد ژاپن شد. او همچنین در لوتوس سوترا ذکر شده است. در ژاپن، لوکاپیلاها شکل بودایی چهار پادشاه آسمانی را دارند (四 天王). سوترا از نور طلایی یکی از مهم‌ترین و مهم تبدیل شد سوترا در ژاپن به دلیل پیام اصلی اش، که می‌آموزد که چهار آسمانی پادشاهان حفاظت از خط‌کش که کشور خود را در شیوه ای مناسب تعیین می‌کند. خدای مرگ هندو، یاما، در شکل بودایی خود با نام Enma شناخته می‌شود. گارودا، کوه (vahana) از ویشنو است، به عنوان شناخته شده Karura (迦楼羅)، عظیم، موجودی آتش تنفس در ژاپن است. بدن انسان و صورت یا منقار عقاب دارد. تنین از آپساراس سرچشمه می گیرد. هندو گانشا (نگاه کنید به کانگیتن) بیشتر از بودا در معبدی در Futako Tamagawa، توکیو نمایش داده می‌شود. اعتقاد به «شش مدرسه» یا «شش آموزه» و همچنین استفاده از یوگا و بتکده‌ها از دیگر نمونه‌های تأثیر هندو بر ژاپن است. بسیاری از وجوه فرهنگ هندو که ژاپن را تحت تأثیر قرار داده‌اند، فرهنگ چین را نیز تحت تأثیر قرار داده‌اند. مردم کتابهایی در مورد پرستش خدایان هندو در ژاپن نوشته‌اند. حتی امروزه ادعا می‌شود که ژاپن مطالعه عمیق‌تری دربارهٔ خدایان هندو را تشویق می‌کند.

### بودیسم
آیین بودا از زمان معرفی رسمی آن در ژاپن در سال ۵۵۲ میلادی طبق گفته نیهون شوکی از باکجه کره توسط راهبان بودایی رواج داشت. اگرچه برخی منابع چینی نخستین شیوع این آیین را در اوایل دوره کوفون (۲۵۰ تا ۵۳۸) عنوان می‌کنند. بودیسم تأثیر عمده ای در پیشرفت جامعه ژاپن داشته و تا به امروز از جنبه‌های تأثیرگذار فرهنگ باقی مانده‌است.

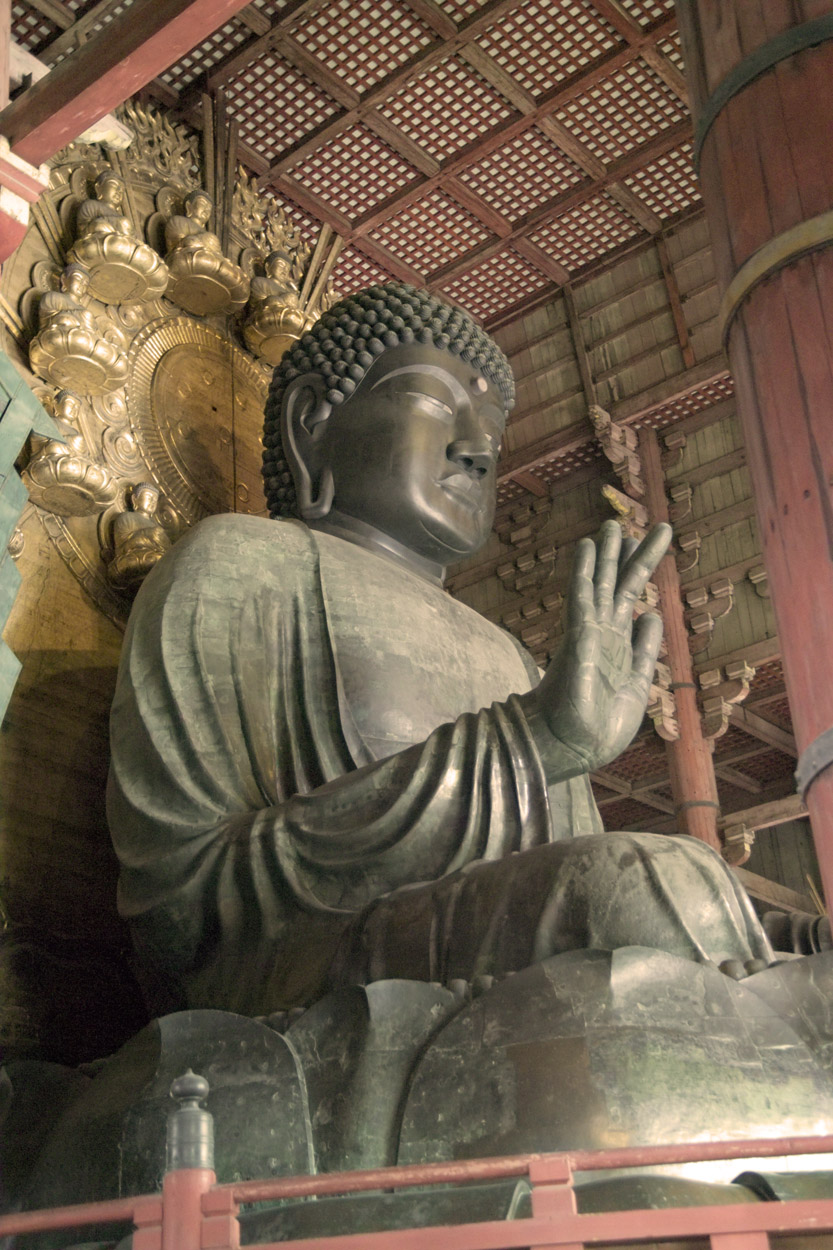
معبد Tōdai-ji، بودای بزرگ (وایروکانا)، ژاپن

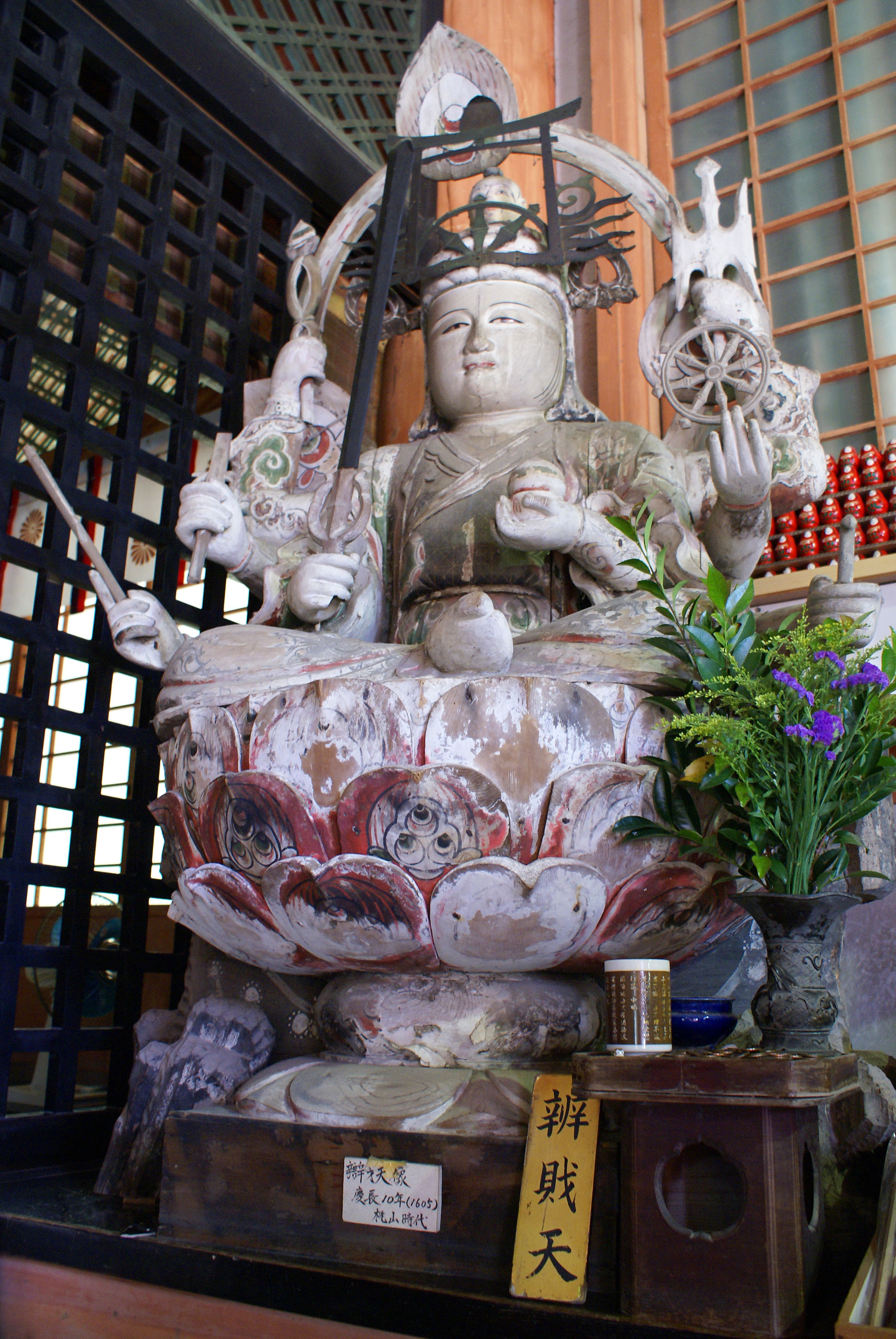
بنزایتن، یکی از هفت خدای ثروت در ژاپن، از خدای هند ساراسواتی تکامل یافت.

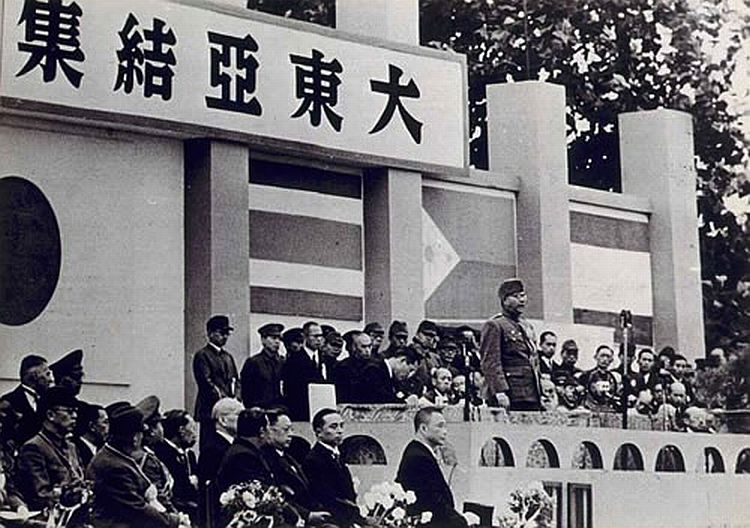
Subhas Chandra Bose در حال سخنرانی در راهپیمایی در توکیو، ۱۹۴۳.

در نتیجه پیوند بودایی بین هند و ژاپن، راهبان و دانشمندان اغلب به سفرهای بین دو ملت می‌پرداختند. سوابق باستانی کتابخانه اکنون ویران شده در دانشگاه نالاندا در هند، دانشمندان و دانش آموزانی را توصیف می‌کند که از ژاپن در این مدرسه تحصیل می‌کردند. یکی از مشهورترین مسافران ژاپنی به شبه قاره هند، Tenjiku Tokubei (1612-1692) بود که به نام Tenjiku ("خانه آسمانی")، نام ژاپنی هند، نامگذاری شد.
تبادلات فرهنگی بین دو کشور شباهت‌های بسیاری را در فرهنگ عامیانه آنها ایجاد کرده‌است. فرهنگ عامه مدرن مبتنی بر این فرهنگ عامه مانند کارهای داستانی فانتزی در مانگا و انیمه، گاهی اوقات به خدایان مشترک (دیوا)، شیاطین (آسورا) و مفاهیم فلسفی اشاره دارد. به عنوان مثال الهه هندی ساراسواتی، در ژاپن به بنزایتن معروف است. برهما، معروف به «بونتن» و یاما، معروف به «انما» نیز بخشی از پانتئون بودایی سنتی ژاپن هستند. علاوه بر تأثیر مشترک بودایی بر دو جامعه، شینتوئیسم که یک دین آنیمیسم است، بر خلاف ادیان موجود در بقیه جهان که توحیدی هستند، شبیه رشته‌های آنیمیسم هندوئیسم است. سانسکریت، یک زبان کلاسیک است که در آیین بودا و آیین هندو استفاده می‌شود، هنوز هم توسط برخی از کشیش‌های چینی باستان که به ژاپن مهاجرت کرده‌اند، استفاده می‌شود، و خط Siddhaṃ هنوز هم به رغم اینکه در هند استفاده نشده‌است، نوشته می‌شود. همچنین تصور می‌شود که دروازه‌های متمایز Torii در معابد ژاپن، ممکن است مربوط به دروازه‌های تورانا باشد که در معابد هند استفاده می‌شود.
در قرن شانزدهم، ژاپن با مستعمرات پرتغال در هند ارتباط سیاسی برقرار کرد. ژاپنی‌ها در ابتدا تصور می‌کردند که پرتغالی‌ها اهل هند هستند و مسیحیت یک " ایمان هند " جدید است. این فرضیات اشتباه به دلیل اینکه مرکز شهر هند در گوا به عنوان پایگاه مرکزی شرکت هند شرقی پرتغال و همچنین به دلیل اینکه مسیحیان هند از خدمه کشتی‌های پرتغالی بودند، بوده‌است. در طول ۱۶ و ۱۷ قرن، هند توپچی هند شرقی ملوانان اغلب به عنوان خدمه کشتی پرتغالی، و بعد از روی بازدید ژاپن بریتانیا کشتی‌ها در ۱۸ و قرن ۱۹.
در طی آزار و شکنجه‌های ضد مسیحی در سال ۱۵۹۶، بسیاری از مسیحیان ژاپنی به مستعمره پرتغال گوا در هند گریختند. در اوایل قرن هفدهم، جامعه ای از تجار ژاپنی علاوه بر برده‌های ژاپنی که توسط کشتی‌های پرتغالی از ژاپن آورده شده بودند، در گوا نیز وجود داشت.
روابط بین دو ملت از آن زمان تاکنون ادامه داشته‌است، اما تبادلات مستقیم سیاسی فقط در دوره میجی (۱۹۱۲–۱۸۶۸) آغاز شد، زمانی که ژاپن روند مدرنیزاسیون را آغاز کرد. انجمن ژاپن و هند در سال ۱۹۰۳ تأسیس شد. تبادل فرهنگی بیشتر در اواسط اواخر قرن ۲۰ از طریق سینمای آسیا اتفاق افتاد، سینمای هند و سینمای ژاپن هر دو در طی دهه‌های ۱۹۵۰ و ۱۹۶۰ «دوره طلایی» را تجربه کردند. فیلم‌های هندی Satyajit Ray، Guru Dutt در ژاپن تأثیرگذار بودند، در حالی که فیلم‌های ژاپنی Akira Kurosawa، Yasujirō Ozu و Takashi Shimizu نیز به همین ترتیب در هند تأثیرگذار بوده‌اند.

## جنبش استقلال هند

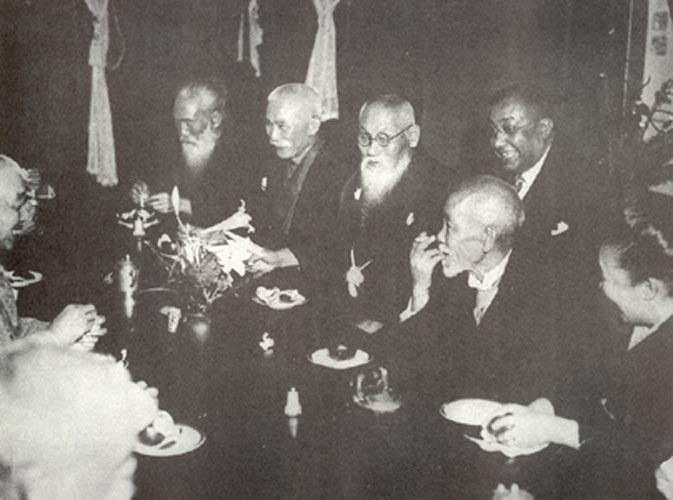
مهمانی شام که به احترام وی توسط راش بهاری بوسه (دومین نفر از سمت راست) به احترام وی توسط دوستان نزدیک ژاپنی اش، میتسورو توایاما، رهبر پان آسیا گرایی (مرکز، پشت میز) و تسویوشی اینوکای، نخست‌وزیر آینده ژاپن (به حق Tōyama). 1915

منماتا نات گوش، و سوریشچندرا بندوپادیاو هاریپروا تاکیدا از نخستین هندی‌ها بودند که از ژاپن بازدید کردند و تجربیات خود را در آنجا نوشتند. مکاتبات بین افراد برجسته از هر دو کشور در آن زمان افزایش محسوسی داشته‌است. اسناد تاریخی دوستی بین اوکاکورا تنشین ، متفکر ژاپنی و رابیندرانات تاگور، نویسنده هندی، اوکاکورا تنشین و شاعر بنگالیایی پریاموادا بانرجی را نشان می‌دهد. به عنوان بخشی از امپراتوری انگلیس، بسیاری از هندی‌ها از قانون انگلیس کینه داشتند. GN پوتدار (معروف به گوایندراپتدار) در سال ۱۹۰۴ با کمک یک آقای ژاپنی، آقای ساکورایی، سازمانی به نام انجمن هند و ژاپن را برای کمک به مهاجران هند در ژاپن تأسیس کرد. اتحاد انگلیس و ژاپن در ۱۷ اوت ۱۹۲۳ به پایان رسید. در نتیجه، در طول دو جنگ جهانی، INA نگرش «دشمن دشمن ما دوست ما است» را پذیرفت، میراثی که با توجه به جنایات جنگی توسط امپریال ژاپن و متحدانش امروز نیز بحث‌برانگیز است.
بسیاری از فعالان جنبش استقلال طلبی هند از حاکمیت انگلیس فرار کردند و در ژاپن ماندند. رهبر جنبش استقلال هند، راش بهاری بوز روابط هند و ژاپن را ایجاد کرد. نخست‌وزیر آینده تسویوشی اینوکای، میتسورو توایاما و دیگر ژاپنی‌های پان-آسیایی از جنبش استقلال هند حمایت کردند. AM Nair، دانش آموزی از هند، یکی از فعالین جنبش استقلال شد. نایر از Netaji Subhas Chandra Bose در طول جنگ و عدالت Radha Binod Pal پس از جنگ حمایت کرد.
در سال ۱۸۹۹ دانشگاه امپریال توکیو کرسی ای را در سنسکریت و پالی تأسیس کرد و کرسی دیگری نیز در دین مقایسه در سال ۱۹۰۳ تأسیس شد. در این محیط، تعدادی از دانشجویان هندی در اوایل قرن بیستم به ژاپن آمدند و انجمن جوانان شرقی را در سال ۱۹۰۰ تأسیس کردند. فعالیت سیاسی ضد انگلیس آنها، پس از گزارشی در Spectator لندن، موجب دلهره دولت هند شد.

## قبل از جنگ جهانی دوم
در سال ۱۹۳۴، "توافق نامه تجارت هند و ژاپن ۱۹۳۴" در ۵ ژانویه ۱۹۳۴ در دهلی امضا شد و در ۱۲ ژوئیه ۱۹۳۴ لازم‌الاجرا شد.
در سال ۱۹۳۷، "قرارداد تجاری هن و ژاپن سال ۱۹۳۷" در تاریخ ۱ آوریل ۱۹۳۷، به مدت سه (۳) سال، تا ۳۱ مارس ۱۹۴۰، لازم‌الاجرا شد.

## در طول جنگ جهانی دوم
از آنجا که هند با شروع جنگ جهانی دوم تحت سلطه انگلیس بود، تصور می‌شد که از طرف متحدین وارد جنگ شده‌است. بیش از ۲ میلیون هندی در جنگ شرکت کردند. بسیاری در جنگ با ژاپنی‌هایی که برمه را فتح کردند و به مرز هند رسیدند خدمت کردند. هنگام تسلیم سنگاپور در سال ۱۹۴۲، حدود ۶۷۰۰۰ سرباز هندی توسط ژاپنی‌ها اسیر شدند، بسیاری از آنها بعداً عضو ارتش ملی هند (INA) اسپانسر ژاپن شدند. در سالهای ۱۹۴۴–۴۵، نیروهای انگلیس و هند با هم در یک جنگ نبردهای در برمه ژاپنی‌ها را شکست داده و INA از هم پاشیدند.

### ارتش ملی هند

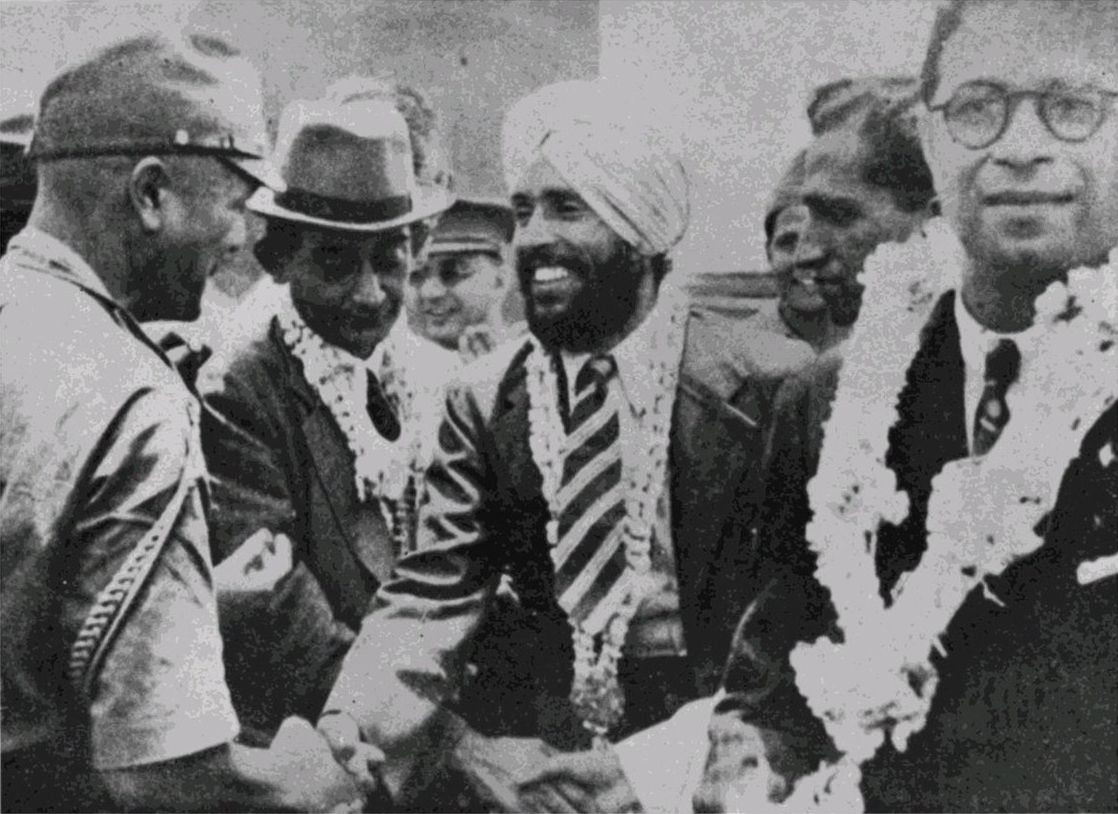
سرگرد ایویچی فوجی وارا از ژاپن با کاپیتان موهان سینگ از اولین ارتش ملی هند، آوریل ۱۹۴۲ درود می‌گوید

سوباس چاندرا بوسه، رهبر جنبش ناسیونالیست آزاد هند، با هدف پایان دادن به راج انگلیس در هند از طریق نظامی، با حمایت مالی ژاپن ارتش هند هند فاج یا ارتش ملی هند (INA) را تشکیل داد. INA عمدتاً از اسرای جنگی سابق ارتش هند انگلیس تشکیل شده بود که پس از سقوط سنگاپور توسط ژاپنی‌ها اسیر شده بودند. آنها در وهله اول به دلیل شرایط بسیار سخت و غالباً مهلک در اردوگاه‌های اسرای پیوستند. INA همچنین داوطلبانی را از مهاجران خارج از کشور هند در جنوب شرقی آسیا استخدام کرد. بوز مشتاق INA برای شرکت در هر گونه حمله به هند بود و چندین ژاپنی را متقاعد کرد که پیروزی مانند موتاگوچی پیش‌بینی می‌شود که منجر به فروپاشی حاکمیت انگلیس در هند شود. این ایده که مرز غربی آنها توسط دولت دوستتر کنترل خواهد شد جذاب بود. ژاپن هرگز انتظار نداشت که هند بخشی از کره سعادت شرق آسیای بزرگ باشد.
دولت ژاپن ارتش ملی هند و لیگ استقلال هند را ساخت، پشتیبانی و کنترل کرد. نیروهای ژاپنی واحدهای INA را در بسیاری از نبردها شرکت کردند، به ویژه در حمله U Go در مانیپور. اوج حمله در نبردهای ایمفال و کوهیما بود که نیروهای ژاپنی به عقب رانده شدند و انسجام INA از دست رفت.

## روابط مدرن

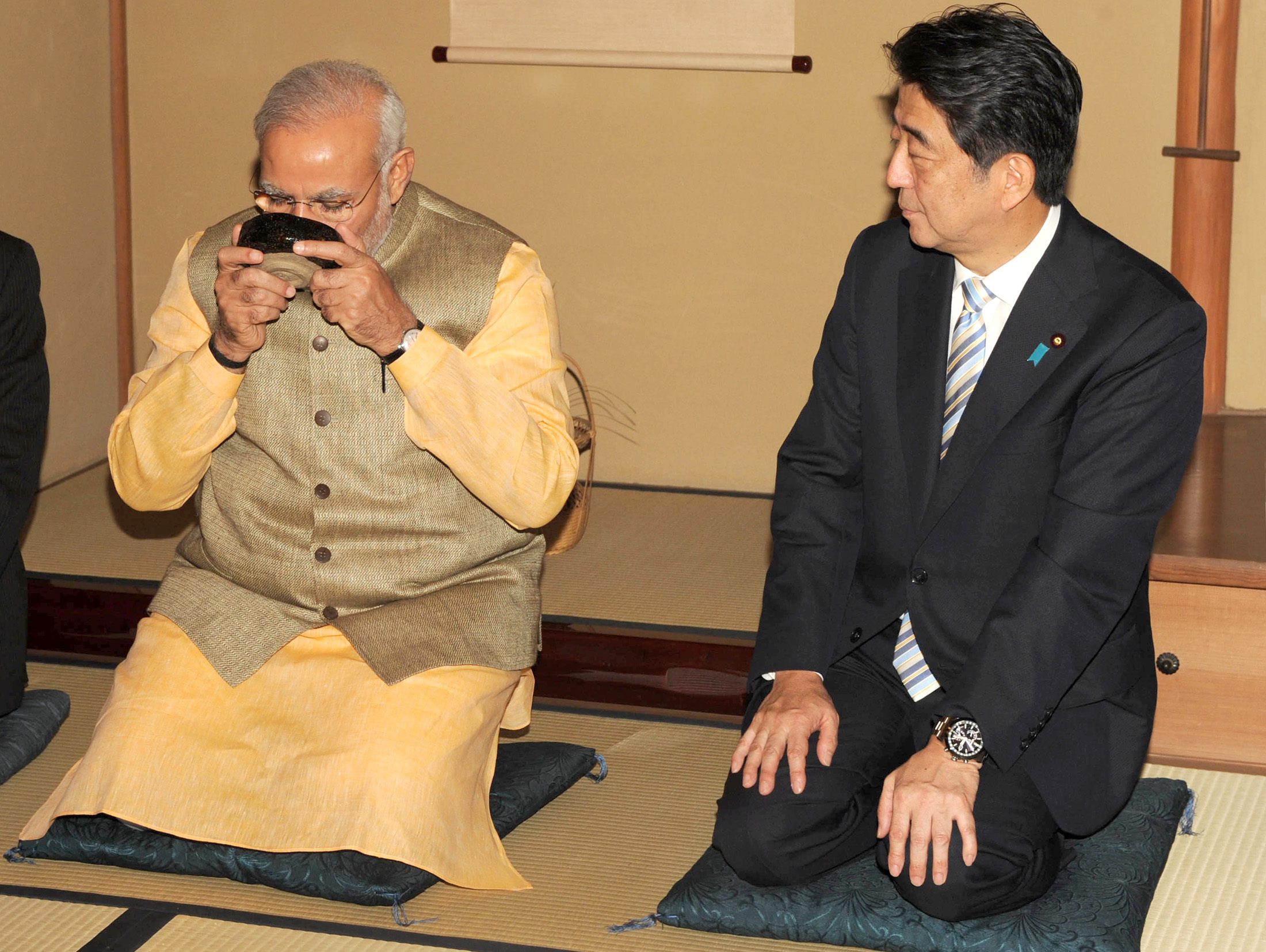
نخست وزیران نارندرا مودی و شینزو آبه طی یک مراسم چای در کاخ آکاساکا در سال ۲۰۱۴

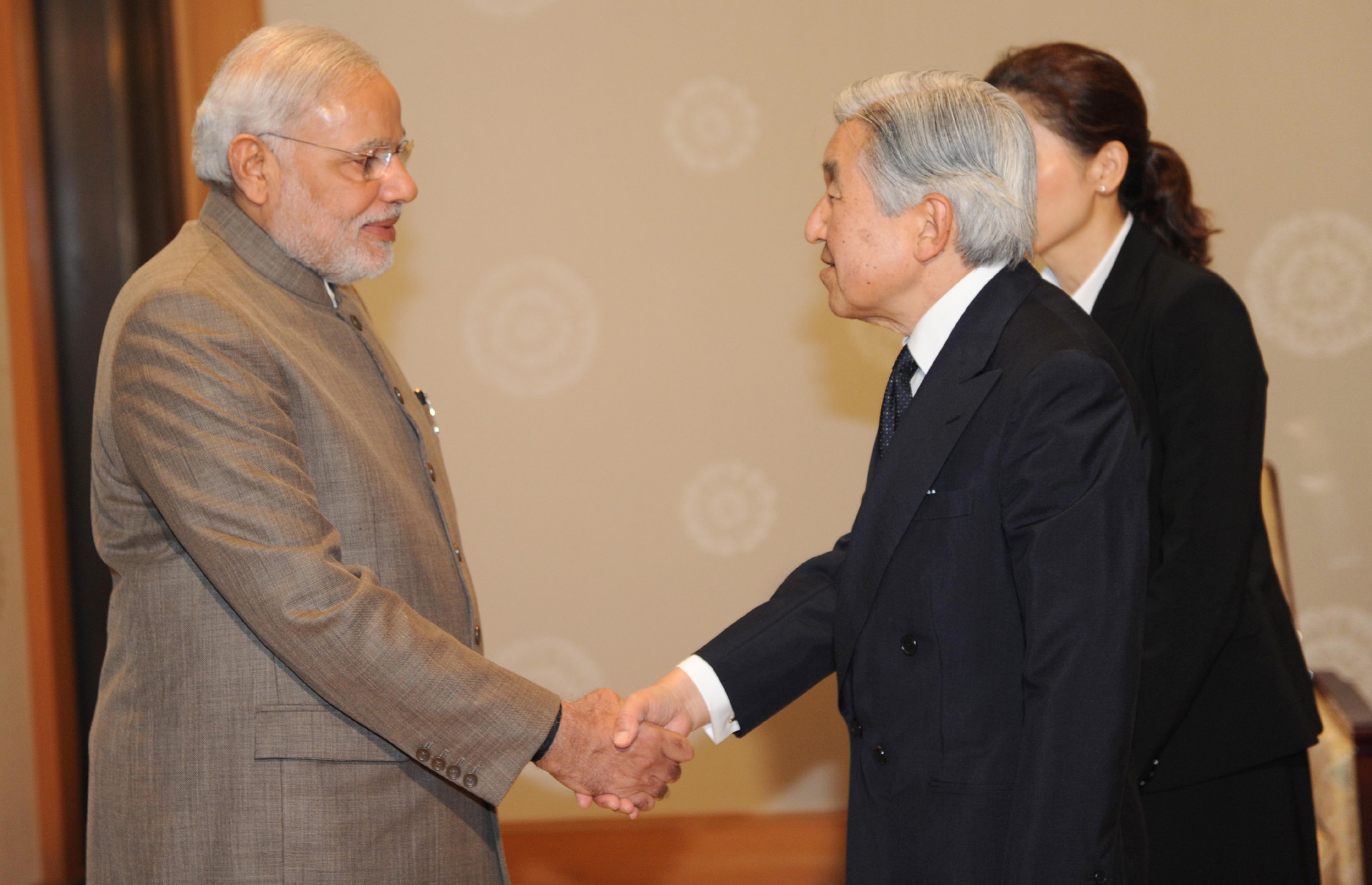
امپراتور ژاپن، اعلیحضرت آکیهیتو با نخست‌وزیر، شری نارندرا مودی، در توکیو، ژاپن در سال ۲۰۱۴.

در دادگاه نظامی بین‌المللی خاور دور، دادگستری هند رادابینود پال به دلیل قضاوت مخالف خود در قبال ژاپن مشهور شد. قضاوت عدالت رادابینود پال حتی امروز در ژاپن به یادگار مانده‌است. این به نمادی از روابط نزدیک هند و ژاپن تبدیل شد.
نتیجه نسبتاً مشهور نتایج دو ملت در سال ۱۹۴۹ بود، زمانی که هند باغ وحش توکیو را به دو فیل فرستاد تا روحیه امپراتوری شکست خورده ژاپن را تشویق کنند.
هند به دلیل نگرانی از محدودیت‌های اعمال شده بر حاکمیت و استقلال ملی ژاپن، از شرکت در کنفرانس صلح سانفرانسیسکو خودداری کرد. پس از احیای حاکمیت ژاپن، ژاپن و هند با امضای پیمان صلح، روابط رسمی دیپلماتیک را در ۲۸ آوریل ۱۹۵۲ برقرار کردند که در آن هند از کلیه ادعاهای جبران خسارت علیه ژاپن چشم پوشی کرد. این معاهده یکی از اولین معاهداتی بود که ژاپن پس از جنگ جهانی دوم امضا کرد. روابط دیپلماتیک، تجاری، اقتصادی و فنی بین هند و ژاپن کاملاً برقرار بود. سنگ آهن هند به بهبود ژاپن از ویرانی‌های جنگ جهانی دوم کمک کرد و به دنبال سفر نخست‌وزیر ژاپن نوبوسوکه کیشی به هند در سال ۱۹۵۷، ژاپن ارائه وام ین به هند را از سال ۱۹۵۸ آغاز کرد، به عنوان اولین کمک وام ین توسط دولت ژاپن.
در هند، تحسین زیادی نسبت به بازسازی اقتصادی ژاپن و رشد سریع متعاقب آن وجود داشت. روابط بین دو ملت با سیاست‌های جنگ سرد محدود شد. ژاپن، به عنوان یک نتیجه از بازسازی جنگ جهانی دوم، متحد ایالات متحده بود، در حالی که هند یک سیاست خارجی غیرمتعهد را دنبال می‌کرد، اغلب به اتحاد جماهیر شوروی متمایل بود. از دهه ۱۹۸۰ تلاش برای تقویت روابط دو جانبه صورت گرفت. سیاست «نگاه به شرق» هند ژاپن را به عنوان یک شریک اصلی قلمداد کرد. از سال ۱۹۸۶، ژاپن به بزرگ‌ترین اهداکننده کمک هند تبدیل شده‌است و همچنان ادامه دارد.
روابط بین دو ملت در سال ۱۹۹۸ و در نتیجه آزمایش Pokhran-II، آزمایش سلاح‌های هسته ای هند در آن سال، به اوج کمی رسید. ژاپن هند را به دنبال این آزمایش تحمیل کرد که شامل تعلیق همه مبادلات سیاسی و قطع کمک اقتصادی بود. این تحریم‌ها سه سال بعد برداشته شد. پس از این دوره روابط دو جانبه به‌طور چشمگیری بهبود یافت، زیرا روابط دو جانبه بین دو ملت بار دیگر بهبود یافت، تا جایی که نخست‌وزیر ژاپن، شینزو آبه میهمان اصلی مراسم رژه روز جمهوری ۲۰۱۴ هند بود.
در سال ۲۰۱۴، نارندرا مودی نخست‌وزیر هند از ژاپن بازدید کرد. مودی در دوران تصدی خود به عنوان وزیر ارشد گجرات روابط خوبی با نخست‌وزیر ژاپن شینزو آبه برقرار کرده بود. سفر وی در سال ۲۰۱۴ روابط بین دو کشور را بیشتر تقویت کرد و منجر به توافق‌نامه‌های اساسی متعددی از جمله ایجاد «مشارکت جهانی استراتژیک ویژه» شد.
مودی در نوامبر ۲۰۱۶ برای دومین بار به عنوان نخست‌وزیر به ژاپن سفر کرد. در این دیدار، هند و ژاپن «توافق‌نامه همکاری در استفاده صلح آمیز از انرژی هسته ای» را امضا کردند، یک توافقنامه برجسته هسته ای غیرنظامی، که بر اساس آن ژاپن رآکتورهای هسته ای، سوخت و فناوری را به هند تأمین می‌کند. هند امضاکننده پیمان منع گسترش سلاح‌های هسته ای (NPT) نیست و تنها کشور غیر امضاکننده است که از ژاپن معافیت می‌گیرد. دو طرف همچنین توافق‌نامه‌هایی را در زمینه توسعه مهارت‌های ساخت در هند، همکاری در فضا، علوم زمین، کشاورزی، جنگلداری و شیلات، حمل و نقل و توسعه شهری به امضا رساندند.
یوژاندرا پورانیک، معروف به یوگی، به عنوان اولین نماینده منتخب هند متولد هند در ژاپن، به نمایندگی از شورای شهر ادوگاوا در توکیو انتخاب شد. پیروزی وی نه تنها در هند و ژاپن بلکه در سراسر کره زمین از جمله چین با استقبال گسترده مردم و رسانه‌ها روبرو شد.

### اقتصادی
در اوت سال ۲۰۰۰، نخست‌وزیر ژاپن از هند دیدار کرد. در این جلسه، ژاپن و هند توافق کردند "مشارکت جهانی ژاپن و هند در قرن ۲۱" را ایجاد کنند. نخست‌وزیر هند وجپایی در دسامبر سال ۲۰۰۱ از ژاپن دیدار کرد، جایی که هر دو نخست‌وزیر "بیانیه مشترک ژاپن و هند" را صادر کردند. در آوریل ۲۰۰۵، نخست‌وزیر ژاپن کویزومی به هند سفر کرد و بیانیه مشترک "مشارکت ژاپن و هند در عصر آسیای جدید: جهت‌گیری استراتژیک مشارکت جهانی ژاپن و هند" را امضا کرد.
ژاپن سومین سرمایه‌گذار بزرگ در اقتصاد هند با ورودی‌های مستقیم سرمایه‌گذاری مستقیم خارجی ۳۰٫۲۷ میلیارد دلار طی سال‌های ۲۰۰۰ تا ۲۰۱۹ است که ۷٫۲٪ به کل سرمایه‌گذاری مستقیم خارجی هند در مدت مشابه کمک می‌کند. میزان واردات از هند به ژاپن در سالهای ۲۰۱۸–۱۹ ۱۹/۱۲ میلیارد دلار بود که این چهاردهمین شریک واردات هند است.
در اکتبر ۲۰۰۸، ژاپن توافق‌نامه ای با هند امضا کرد که بر اساس آن به وام کم بهره به ارزش ۴٫۵ میلیارد دلار برای ساخت یک پروژه راه‌آهن بین دهلی و بمبئی در اختیار این کشور قرار می‌دهد. این تنها بزرگ‌ترین پروژه خارج از کشور است که توسط ژاپن تأمین مالی می‌شود و منعکس کننده رشد مشارکت اقتصادی بین دو ملت است. هند همچنین یکی از تنها سه کشور در جهان است که ژاپن با آنها پیمان امنیتی بسته‌است. از مارس ۲۰۰۶، ژاپن سومین سرمایه‌گذار بزرگ در هند بود.
کنیچی یوشیدا، مدیر Softbridge Solutions Japan، در اواخر سال ۲۰۰۹ اظهار داشت که مهندسان هندی در حال تبدیل شدن به ستون فقرات صنعت IT ژاپن هستند و «همکاری صنعت هند با هند مهم است». طبق این تفاهم نامه، به هر ژاپنی که برای تجارت یا کار به هند می‌آید، بلافاصله ویزای سه ساله اعطا می‌شود و ژاپن مراحل مشابه را دنبال می‌کند. از دیگر نکات قابل توجه در این سفر لغو حقوق گمرکی ۹۴ درصد تجارت بین دو ملت طی یک دهه آینده است. طبق توافق‌نامه، تعرفه‌ها تقریباً بر ۹۰ درصد صادرات ژاپن به هند و ۹۷ درصد صادرات هند به ژاپن برداشته خواهد شد. تجارت بین دو کشور نیز به‌طور پیوسته در حال رشد است.
هند و ژاپن در دسامبر سال ۲۰۱۵ توافق‌نامه ای را برای ساخت خط قطار گلوله ای بین بمبئی و احمدآباد با استفاده از فناوری Shinkansen ژاپن امضا کردند با وام ۱۲ میلیارد پوندی از ژاپن. بیش از چهار پنجم هزینه ۱۹ میلیارد دلاری پروژه (۱۴٫۴ میلیارد پوند) پروژه به عنوان بخشی از تعمیق روابط اقتصادی با وام ۰٫۱٪ با نرخ بهره از ژاپن تأمین می‌شود.

### نظامی

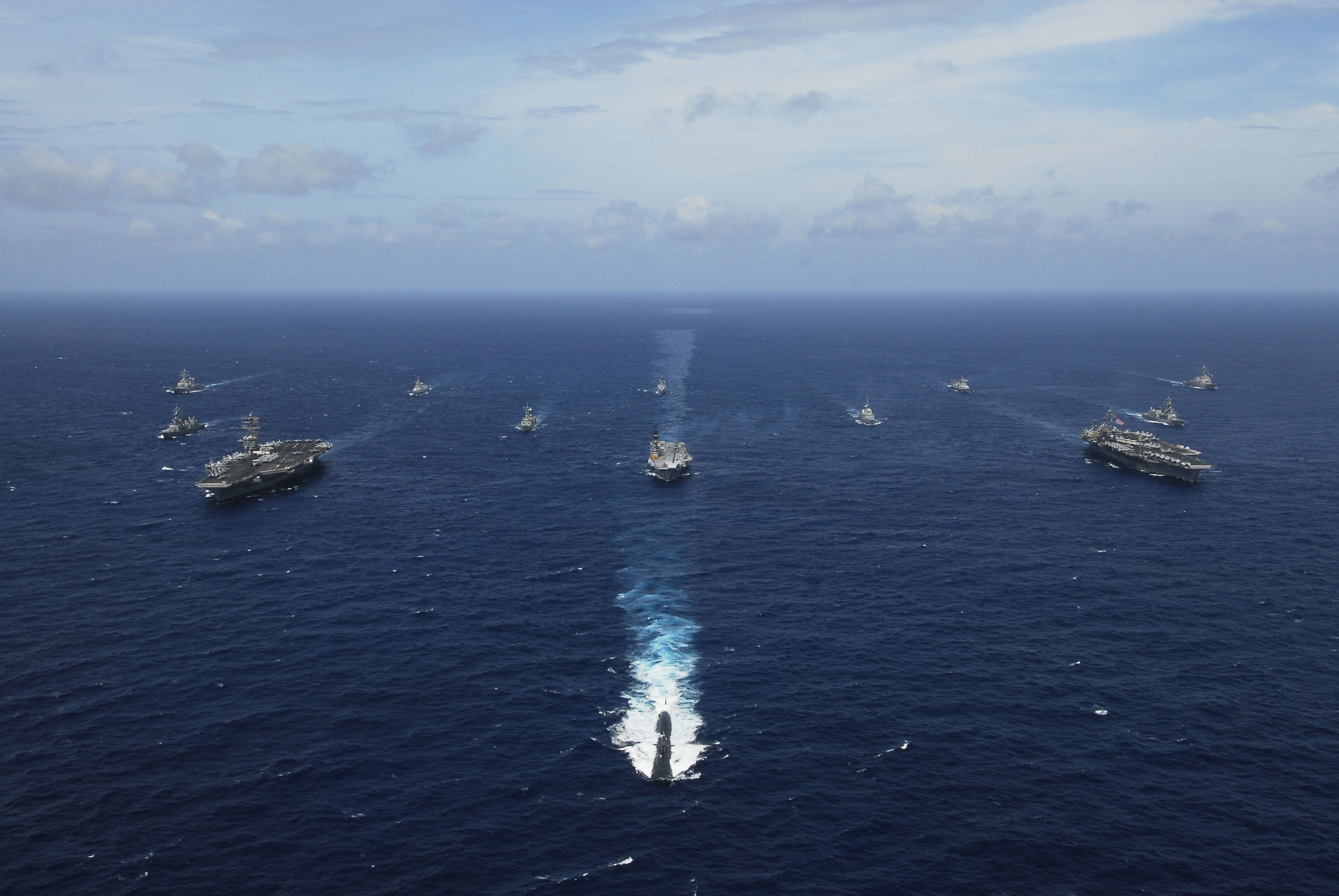
ناوهای جنگی نیروی دفاع دریایی ژاپن و ناوگان دریایی هند در رزمایش دریایی مالابار ۲۰۰۷ در سواحل غربی هند شرکت کردند، یکی از بسیاری از این تمرینات چند جانبه ژاپن در نماد همکاری نظامی نزدیک بین هند و ژاپن شرکت کرده‌است.

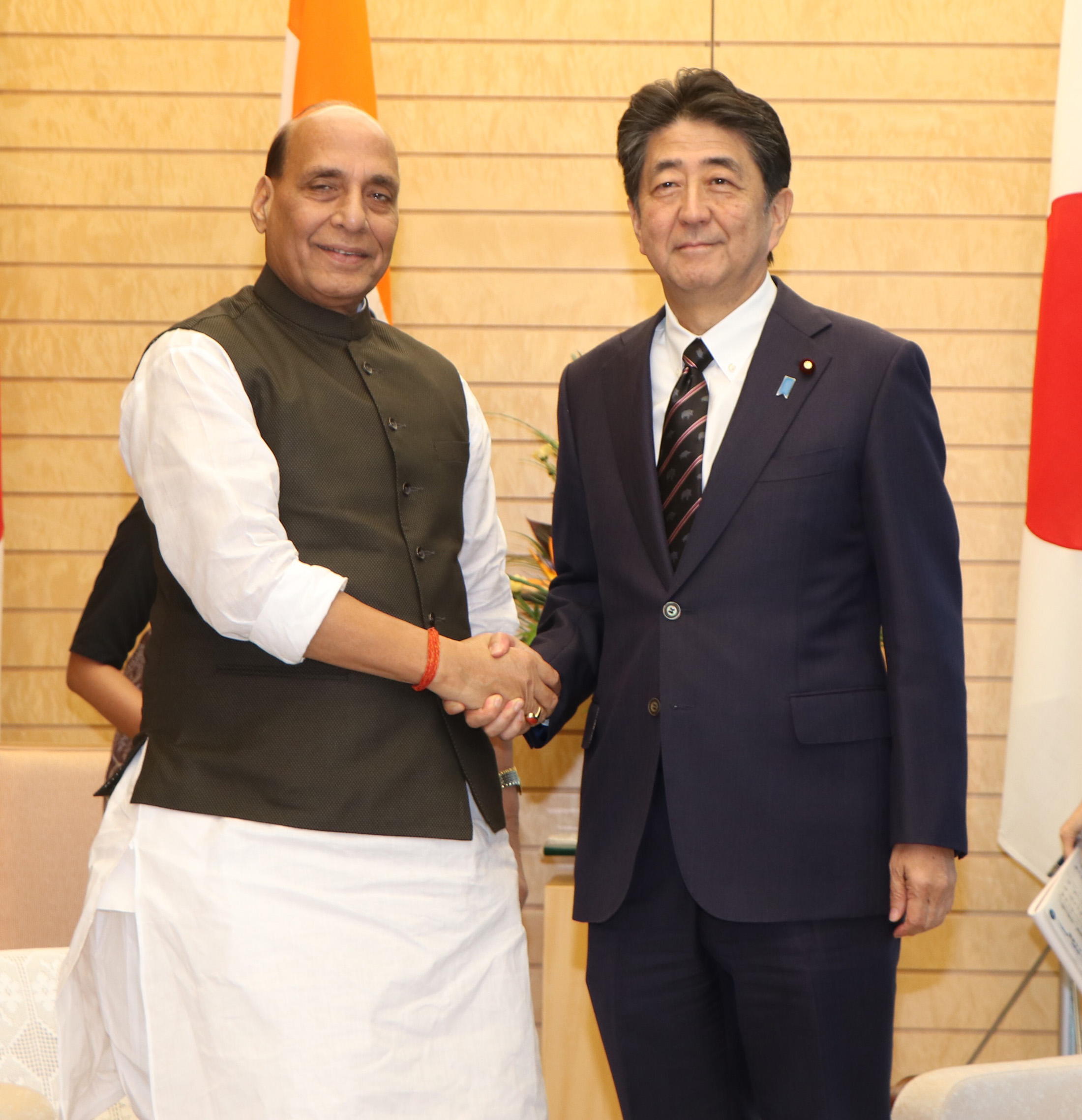
وزیر دفاع هند نخست‌وزیر ژاپن را در سپتامبر ۲۰۱۹ در توکیو فراخواند

هند و ژاپن نیز روابط نظامی نزدیک دارند. آنها در حفظ امنیت خطوط دریایی در آسیا و اقیانوس آرام و اقیانوس هند و همکاری برای مبارزه با جرایم بین‌المللی، تروریسم، دزدی دریایی و گسترش سلاح‌های کشتار جمعی منافع مشترک دارند. دو کشور به‌طور مکرر تمرینات مشترک نظامی را برگزار کرده و در زمینه فناوری همکاری می‌کنند. هند و ژاپن در ۲۲ اکتبر ۲۰۰۸ یک پیمان امنیتی منعقد کردند.
به نظر برخی " شینزو آبه" نخست‌وزیر ژاپن " ایندوفیل " است و با افزایش تنش در اختلافات ارضی با همسایگان ژاپن، از همکاری‌های امنیتی نزدیکتر با هند حمایت می‌کند.
در ژوئیه ۲۰۱۴، نیروی دریایی هند با مشارکت نیروی دریایی ژاپن و ایالات متحده در تمرین مالابار شرکت کرد و منعکس کننده دیدگاه‌های مشترک در مورد امنیت دریایی هند و اقیانوس آرام بود. هند همچنین در حال مذاکره برای خرید هواپیمای دوزیستی US-2 برای نیروی دریایی هند است.
بنظر می‌رسد یک بلوک نظامی ضد چینی در منطقه در حال شکل‌گیری است که گروه کواد آن را هدایت می‌کنند. هند، آمریکا، ژاپن و استرالیا گروه کواد هستند و بزرگ‌ترین مانور دریایی مشترک خود را چند سال است با نام «مالابار» انجام می‌دهند
اینها اعضای گروه غیررسمی «چهارجانبه» یا «کوآد (Quad)» هستند که چین آنها را ناتوی جدید می‌نامد. یا ناتوی هندو پاسیفیک بعید نیست که در آینده ناتو شکل جدیدی بگیرد و چین و روسیه نیز یک پیمان ورشوی جدید را برپا سازد البته همین الان شانگهای می‌تواند نقش پیمان منحل شده ورشو را بازی کند.
کشورهای کواد می‌گویند مانور مشترک بالاترین سطح هم‌افزایی و هماهنگی را میان نیروهای دریایی دوست به نمایش می‌گذارد که بر مبنای ارزش‌ها و تعهد مشترک‌شان به یک “منطقه هند-پسفیک موسع آزاد و باز ” و نظم بین‌المللی قرار دارد. گروهی «کوآد» پیشنهاد شینزو آبه بود. این اتحادِ مولودِ وحشت از چین توسط آبه پیشنهاد و در سال ۲۰۰۷ میلادی به‌طور غیررسمی آغاز شد و امروزه به عنوان کواد پلاس نامیده می‌شود و بعید نیست به شکل یک پیمان و سازمان بین دولتی شکل بگیرد. رسماً آمریکا نیز در این کواد مشارکت دارد نیوزلند، آلمان و کانادا نیز برای مشارکت اظهار علاقه کرده‌اند. کواد از منافع تایوان در مقابل چین نیز حمایت می‌کند.

### فرهنگی

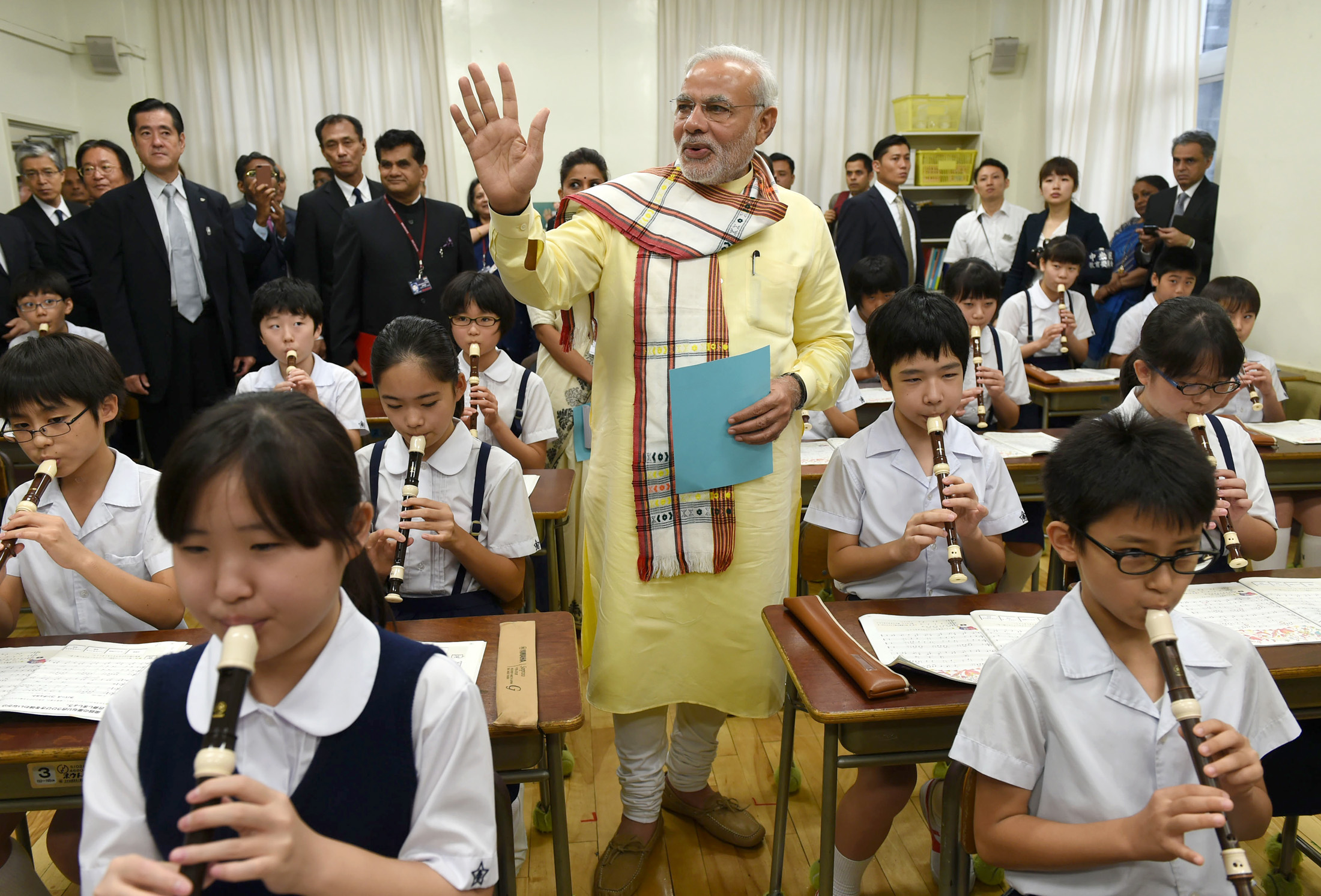
نخست‌وزیر هند نارندرا مودی در یک کلاس موسیقی در مدرسه ابتدایی Taimei، توکیو

ژاپن و هند دارای پیوندهای فرهنگی قوی، عمدتاً مبتنی بر بودیسم ژاپنی هستند، که به‌طور گسترده‌ای از طریق ژاپن همچنان ادامه دارد. دو کشور ۲۰۰۷، پنجاهمین سالگرد توافقنامه فرهنگی هند و ژاپن را به عنوان سال دوستی و ارتقا Tourism گردشگری هند و ژاپن، با برگزاری رویدادهای فرهنگی در هر دو کشور، اعلام کردند. یکی از این رویدادهای فرهنگی، جشنواره سالانه Namaste India است که بیش از بیست سال پیش در ژاپن آغاز به کار کرد و اکنون بزرگ‌ترین جشنواره در نوع خود در جهان است. در جشنواره ۲۰۱۶، نمایندگانی از شهر Onagawa به عنوان قدردانی از حمایتی که این شهر از دولت هند هنگام زلزله بزرگ شرق ژاپن دریافت کرد، به اجرای برنامه پرداختند. تیم ملی نیروهای ملی برای مقابله با حوادث (NDRF) هند برای اولین مأموریت خود در خارج از کشور در اوناگاوا اعزام شده و عملیات جستجو و نجات افراد ناپدید شده را انجام دادند.
اسامو تزوکا مانگا زندگینامه نوشت بودا ۱۹۷۲–۱۹۸۳. در تاریخ ۱۰ آوریل ۲۰۰۶، یک هیئت ژاپنی پیشنهاد جمع‌آوری کمک و پشتیبانی دیگر برای بازسازی دانشگاه باستانی معروف جهانی نالاندا، یک مرکز یادگیری بودایی باستان در بیهار، به یک نهاد بزرگ آموزشی بین‌المللی را ارائه داد.
فیلم‌های تامیل در ژاپن بسیار محبوب هستند و Rajnikanth محبوب‌ترین ستاره هند در این کشور است. بالیوود در دهه‌های اخیر در بین مردم ژاپن محبوبیت بیشتری پیدا کرده‌است و یوگی و صلح طلب هندی، دالسیم یکی از محبوب‌ترین شخصیت‌های مجموعه بازی‌های ویدیویی ژاپنی Street Fighter است.
از ۳ ژوئیه ۲۰۱۴، ژاپن برای اقامت کوتاه مدت اتباع هند ویزای ورود چندگانه صادر کرده‌است.

### توافق هسته ای ۲۰۱۶
در نوامبر ۲۰۱۶، نارندرا مودی نخست‌وزیر هند در سفری سه روزه به ژاپن با همتای خود شینزو آبه توافق‌نامه انرژی هسته ای را امضا کرد. مذاکره در مورد این توافق شش سال به طول انجامید که تا حدی با فاجعه هسته ای فوکوشیما ۲۰۱۱ به تأخیر افتاد. این اولین بار است که ژاپن چنین توافق‌نامه ای را با پیمان عدم امضا of منع گسترش سلاح‌های هسته ای امضا می‌کند. این معامله به ژاپن حق تأمین راکتورهای هسته ای، سوخت و فناوری به هند را می‌دهد. این توافق با هدف کمک به هند در ساخت شش رآکتور هسته ای در جنوب هند انجام شد و ظرفیت انرژی هسته ای را تا سال ۲۰۳۲ ده برابر کرد.

### توسعه
در اوت ۲۰۱۷، دو کشور تأسیس مجمع هماهنگی ژاپن و هند (JICF) برای توسعه منطقه شمال شرقی را اعلام کردند، که توسط هند به عنوان «یک مجمع هماهنگی برای شناسایی مناطق توسعه اولویت همکاری برای توسعه» در شمال شرقی هند توصیف شده‌است. این مجمع بر روی پروژه‌های استراتژیک با هدف بهبود اتصال، جاده‌ها، زیرساخت‌های برق، فرآوری مواد غذایی، مدیریت حوادث و ترویج کشاورزی ارگانیک و گردشگری در شمال شرقی هند متمرکز خواهد شد. سخنگوی سفارت ژاپن اظهار داشت که توسعه شمال شرق برای هند و سیاست‌های شرق آن «اولویت» است و ژاپن «بر اهمیت همکاری جغرافیایی هند به جنوب شرقی آسیا و تاریخی روابط». این مجمع اولین جلسه خود را در ۳ اوت ۲۰۱۷ برگزار کرد.

## بیشتر خواندن
- روابط مستحکم هند و ژاپن و اتحاد کواددر مقابل چین، دکتر محمد عجم، ماهنامه"رویدادها و تحلیلهاً دیماه ۱۳۹۹

IPSC دیماه ۲۳، ۱۳۹۹ 
- Eston, Elizabeth (2019). راش بهاری بوز: پدر ارتش ملی هند، جلد ۱–۶. تناریدو
- یک مبارز آزادی‌خواه هند در ژاپن: خاطرات AM Nair (1982) توزیع کننده تنها ، انتشارات اشوک اوما.شابک ‎۰−۸۶۱۳۱−۳۳۹−۹شابک 0-86131-339-9
- Lokesh Chandra (2014). جریان فرهنگی بین هند و ژاپن. دهلی نو: آکادمی بین‌المللی فرهنگ هند.
- Lokesh, C. ، & Sharada, R. (2002). مودرا در ژاپن. دهلی نو: کتابهای ودامس.
- کاک، سوبهاش. "خدایان ودایی ژاپن". Brahmavidyā: The Adyar Library Bulletin 68 (2004): 285.
- گرین، مایکل. ژاپن ، هند و مثلث استراتژیک با چین استراتژیک آسیا ۲۰۱۱–۱۲: آسیا به قدرتهای در حال ظهور خود پاسخ می‌دهد - چین و هند (۲۰۱۱)
- جوشی، سانجانا. "زمینه ژئوپلیتیک تغییر روابط ژاپن و هند". مقالات بحث UNISCI 32 (2014): 117–136. برخط
- Chaudhuri, SK (2011). سانسکریت در چین و ژاپن. دهلی نو: آکادمی بین‌المللی فرهنگ هند و آدیتیا پراکاشان.
- نایدو، GVC "هند و آسیای شرقی: سیاست نگاه به شرق". Percepts (2013) 18 # 1 pp: 53–74. برخط بایگانی‌شده  در ۲۶ فوریه ۲۰۲۰ توسط Wayback Machine
- ناکانیشی، هیروکی. "همکاری انرژی هسته ای مدنی ژاپن و هند: چشم اندازها و نگرانی‌ها." مجله تحقیقات ریسک (2014): 1–16. برخط
- ناکامورا، H. ، و وینر، PP (1968). روش‌های تفکر مردم شرقی: هند، چین، تبت، ژاپن. هونولولو: انتشارات دانشگاه هاوایی.
- تاکور، اوپندرا. "هند و ژاپن، مطالعه تعامل در طی قرن ۵–۱۴. م "" انتشارات آبهیناو ".
- د، BWT (2011). سنت بودایی در هند، چین و ژاپن. نیویورک: کتابهای الکترونیکی پرنعمت.
- وان، GRH (2001). Siddham: مقاله ای در مورد تاریخ مطالعات سانسکریت در چین و ژاپن. دهلی نو: آکادمی بین‌المللی فرهنگ هند و آدیتیا پراکاشان.